# Pterotaea sperryae
Pterotaea sperryae är en fjärilsart som beskrevs av Mcdunnough 1938. Pterotaea sperryae ingår i släktet Pterotaea och familjen mätare. Inga underarter finns listade.